# الصورة الجنائية لدونالد ترامب
في 24 أغسطس 2023، بعد توجيه اتهامات له بالابتزاز ومحاولة قلب نتائج الانتخابات، سلّم دونالد ترمب، الرئيس المنتخب للولايات المتحدة، نفسه طواعية للسلطات في سجن مقاطعة فولتون في أتلانتا بولاية جورجيا، حيث التقطت صورة جنائية تعريفية له. وفي الصورة، يظهر ترمب وهو يرتدي بدلة زرقاء وقميصًا أبيض وربطة عنق حمراء، وينظر إلى الكاميرا ووراءه خلفية رمادية. تعدّ الصورة الأولى والوحيدة حتى الآن التي تحجزها الشرطة لرئيس للولايات المتحدة. استخدمت الصورة من قبل حملة ترمب الرئاسية لعام 2024 في الترويج لملابس ومنتجات مختلفة لصالح الحملة.

## لمحة
في 14 أغسطس 2023، وجهت هيئة محلفين كبرى في مقاطعة فولتون بولاية جورجيا اتهامات إلى ترمب بالابتزاز الانتخابي والجرائم ذات الصلة، وأصدرت مذكرة اعتقال. عرض عليه المدعي العام للمقاطعة فاني ويليس خيار تسليم نفسه طواعية. بعد وقت قصير من الساعة 19:30 بالتوقيت الشرقي، يوم 24 أغسطس، سلم ترمب نفسه في سجن مقاطعة فولتون في أتلانتا، جورجيا وتم حجزه، وتحديده برقم السجين "P01135809"، وأطلق سراحه بكفالة. في الساعة 20:05 بتوقيت شرق الولايات المتحدة، نُشرت نسخة من الصورة بدون العلامة المائية لسجن مقاطعة فولتون على تويتر. نشرت شبكة سي إن إن الصورة الرسمية في الساعة 21:27.
في الساعة 21:38، نشر ترمب الصورة على تويتر، وقد احتوى المنشور على رابط لصفحة تبرعات لحملته الرئاسية لعام 2024. كانت هذه التدوينة هي الأولى لترمب على تويتر منذ إعادة تفعيل حسابه في نوفمبر 2022 بواسطة إيلون ماسك بعد استحواذه على المنصة.

## الاستخدام

### جمع التبرعات
قبل توجيه الاتهام إلى ترمب في أبريل 2023 في مدينة نيويورك، قالت زوجة ابنه لارا ترمب إن أي صورة لترمب "ستُسجل في التاريخ باعتبارها الصورة الأكثر شهرة على الإطلاق في أمريكا". قال المتحدث السابق باسم ترمب، هوجان جيدلي، مازحًا إن مثل هذه الصورة ستكون "الصورة الأكثر رجولة ووسامة على الإطلاق". وبدأ موقع حملة ترمب على الإنترنت في بيع قمصان مطبوع عليها الصورة.
بعد تسعين دقيقة من إطلاق سراح ترمب من سجن مقاطعة فولتون في 24 أغسطس، بدأت حملة ترمب في بيع قمصان، أكواب، ومنتجات أخرى تحمل الصورة الجنائية. في 26 أغسطس، قالت الحملة إنها جمعت 7.1 مليون دولار منذ نشر الصورة. كما بدأ مشروع لينكولن، والبائعون على منصة إتسي، وآخرون في بيع منتجات دعائية تحمل الصورة؛ بينما هددت حملة ترمب، التي لم تكن تملك حقوق الطبع والنشر، بمقاضاة أي مستخدم لا يحصل على إذن مسبق منها.
في ديسمبر 2023، أطلق ترمب مجموعة من بطاقات التداول الرقمية كرموز غير قابلة للاستبدال، والتي أطلق عليها اسم "إصدار الصورة الجنائية". تم إصدار 100 ألف بطاقة رقمية بسعر 99 دولارًا لكل منها. كما أصدرت قطع موقعة يدويًا من قبل ترمب، بالإضافة إلى قطع صغيرة من البدلة التي ارتداها عند التقاط الصورة.

### التغطية الاخبارية
ظهرت الصورة الجنائية في العديد من الصحف في الولايات المتحدة وخارجها، حيث تم عرضها بشكل بارز أو في الصفحة الأولى، بينما قامت صحف أخرى بنشر مقتطفات أو صور مصغرة في الصفحة الأولى. كما قامت وسائل إعلام أخرى بالتغطية الإعلامية لهذه التقارير.
عرضت قناة فوكس نيوز صورة الاعتقال في مقال عن مقابلة حصرية أجراها ترمب معهم بعد وقت قصير من خروجه من السجن. وقد نقلوا عنه قوله إن 'المسؤولين في جورجيا أصروا' على أخذ صورة الاعتقال وأنه "وافق على القيام بذلك".

## ردود الفعل
وصفت وكالة أسوشيتد برس هذه الصورة بأنها "لحظة أمريكية" و"صورة خالدة ستظهر في كتب التاريخ بعد فترة طويلة من رحيل دونالد ترمب". ووصفت الصورة ترمب وهو يحدق في الكاميرا بتحدٍ، وكأنه "ينظر إلى عدو من خلال العدسة". وأشار كريس ماكجريال من صحيفة الغارديان: "عداء ترمب يتجلى بوضوح عندما يرفع عينيه نحو الكاميرا التي فوقه وفي فمه المشدود المائل إلى الأسفل ... يرتدي بدلة زرقاء وقميصًا أبيض وربطة عنق حمراء، ولا يحاول أن يبتسم مثل بعض المتهمين معه في صورهم. لا تبدو الصورة مجاملة ولكنها تنقل الرسالة التي يريد العديد من أنصار ترمب سماعها - العدوانية".
وصفت فانيسا فريدمان، ناقدة الموضة في صحيفة نيويورك تايمز الصورة بأنها "صورة تاريخية غير مسبوقة"، وأشارت إلى أن "وجهه مضاء من الأعلى بوميض أبيض ساطع يضرب شعره الأشقر الرمادي مثل الضوء الكاشف ... يحدق من تحت حاجبيه، بلا ابتسامة، وعيناه محمرتان بشكل غريب، وحاجبان مقطبان، وذقن مدسوس، وكأنه على وشك أن يصطدم برأسه بالكاميرا. الصورة صارخة، خالية من الأعلام والخيال التي كانت الإطارات المفضلة للسيد ترمب لالتقاط الصور في مارالاغو أو برج ترمب، أو أثناء فترة حكمه، والتي تنقل القوة والتوهج الذهبي للنجاح". ونقلت فريدمان عن المؤرخ شون ويلينتس ‏ قوله إنه من بين عدد لا يحصى من صور ترمب، يمكن أن تكون هذه الصورة هي الأكثر شهرة.
وصفت شبكة سي إن إن الصورة بأنها "صارخة في بساطتها بطريقة لا بد وأن تثير حفيظة نجم تلفزيون الواقع السابق الذي تعتبر الصور بالنسبة له كل شيء". ولاحظت صحيفة الإندبندنت أن "الرئيس الخامس والأربعين يحدق مباشرة في الكاميرا، مع عبوس وخفض حواجبه الكثيفة الكبيرة وهو يواجه مصيره، مضيفة "إنها حقيقة لا يمكن إنكارها أن صورة ترمب لها أهمية تاريخية وثقافية - وسوف تُرى قريبًا في كل مكان، إلى الأبد".
ذكرت صحيفة التلغراف: "الرئيس الخامس والأربعون يظهر في الصورة وهو يتخذ وضعية عدائية، مع انكماش حاجبيه، وضغط شفتيه، ووجهه متجهم. ويظهر رأسه وأعلى كتفيه في ما من المرجح أن تصبح صورة مشهورة عالميًا". وعلقت مجلة تايم: "خصلة شعره الأشقر البلاتيني.. تلمع في إضاءة السجن القاسية. عيناه مقفلتان في نظرة صارمة. وفمه مسطح في تعبيرٍ عن التجهم. وبدلاً من الابتسام مثل بعض المتهمين معه، يبدو أنه متجهم".
شبه ناقد الأفلام البريطاني روبي كولين ‏ تعبير وجه ترمب بـ " نظرة كوبريك "، التي ترمز إلى العديد من الشخصيات الأيقونية في أفلام المخرج الأمريكي ستانلي كوبريك.
لاحظت الكاتبة مورين دود من صحيفة نيويورك تايمز أن "صورة دونالد ترمب كان ينبغي أن تكون "محاكاة ساخرة بذيئة"، وانعكاسًا لما فعله ترمب بحياته. كان ينبغي أن تُظهر روح ترمب المتآكلة بدلاً من وجهه المشاكس. كان ينبغي أن تكشف عن رجل ساخر ومنحرف لدرجة أنه على استعداد لتحطيم روح أمتنا - ديمقراطيتنا - وتدمير الثقة في مؤسساتنا. كل هذا ببساطة لتجنب وصفه بالخاسر". في 27 أغسطس، وصف الناقد الفني جيري سالتز الصورة بأنها "الصورة الأكثر شهرة في العالم" وأن "الرجل العابس يستخدم صورته بالفعل كبيان للتحدي وادعاء الاضطهاد - وهو رمز بارع بشكل شيطاني مثل قبعة ماجا الحمراء".
عندما سأله أحد الصحفيين عن رأيه في الصورة، قال الرئيس جو بايدن مازحًا: "رجل وسيم، رجل رائع".
في 23 فبراير 2024، قال ترمب إن اتهاماته الجنائية الأربع وصورته الشخصية عززت جاذبيته بين الناخبين السود، قائلاً: "عندما التقطت صورة الاعتقال في أتلانتا، كانت هذه الصورة رقم واحد. هل تعلم من الذي تبناها أكثر من أي شخص آخر؟ الأفراد السود".